# Oscil·lació Àrtica

Fases negativa i positiva de l'Oscil·lació de l'Àrtic

L'Oscil·lació Àrtica o el Mode Anul·lar del Nord/Mode Anul·lar de l'Hemisferi Nord (en anglès Arctic Oscillation, AO o Northern Annular Mode/Northern Hemisphere Annular Mode, NAM) és el patró de variabilitat dominant del camp de pressió a nivell del mar a l'Hemisferi Nord per damunt de la latitud 20° N. Aquest patró de variabilitat atmosfèrica ve caracteritzat per anomalies de pressió d'un signe a l'Àrtic amb anomalies oposades centrades sobre les latituds 37-45° N. Les variacions de pressió provocades per aquest patró de variabilitat estan relacionades amb la intensitat i la posició mitjana de les altes i baixes pressions entre l'Àrtic i les latituds 37-45°N.
El grau en què l'aire de l'Àrtic penetra cap a latituds mitjanes està relacionat amb la magnitud de l'Oscil·lació Àrtica. L'índex de l'AO quan es troba en la seva fase positiva, la pressió en superfície és més baixa que l'habitual a la regió polar. Això ajuda a fer que el corrent en jet a latituds mitjanes sigui més intens i amb una component més zonal (d'oest a est). Aquest reforçament provoca un confinament major de l'aire fred de l'Àrtic a la regió polar. En canvi, quan l'índex de l'AO es troba en la seva fase negativa, la pressió en superfície sopbre la zona polar és més alta que la normal, amb una disminució dels vents zonals que al mateix temps permet una major circulació d'aire fred polar cap a latituds mitjanes.
Aquest patró va ser identificat per primera vegada per Edward Norton Lorenz i anomenat com es coneix actualment per David W.J. Thompson i John Michael Wallace el 1998.
L'Oscil·lació de l'Atlàntic Nord (NAO), que és un patró de varibilitat atmosfèrica de l'Atlàntic Nord, està estretament relacionada amb l'AO, però el seu abast espacial és menor que el de l'AO.